# مودینگن
مودینگن (به آلمانی: Mödingen) یک شهر در آلمان است که در بایرن واقع شده‌است.

## خصوصیات
مودینگن ۲۳٫۳۷ کیلومترمربع مساحت دارد ۴۴۷ متر بالاتر از سطح دریا واقع شده‌است.